# 論藏
阿毘達磨藏又稱論藏，是佛教三藏經典之一，諸阿毘達磨論書的集成。佛陀在世時已有阿毘達磨這種用來解釋、分別（巴利語: Vibhajja，梵語: Vibhajya）經藏的分析方法，後來發展為各部派的論藏。精通論藏的法師，為論師。

## 南傳佛教
南傳佛教巴利文大藏經的論藏分為七部分：
- 《法集論》（Dhamma-saṅganī），
- 《分別論》（Vibhaṅga），
- 《界論》（Dhātu-kathā），
- 《人施設論》（Puggala-paññatti），
- 《論事》（Kathā-vatthu），
- 《雙論》（Yamaka），
- 《發趣論》（Paṭṭhāna）。

《巴利律藏》附隨第3卷記載釋迦牟尼佛宣說包含論藏在內的三藏，巴利本生經的註釋記載釋迦牟尼佛前世還是菩薩時曾經追隨憍陳如佛、弗沙佛、迦葉佛出家學習三藏。菩薩成佛第四七日後，花了七天在菩提樹之西北方的「寶之家」思考論藏阿毘達磨的內容，《法句經‧故事集》記載佛陀將阿毘達磨傳給舍利弗，並指示舍利弗向其他比丘講解阿毗達摩。
上座部佛教認為論藏阿毘達磨是佛用更深入仔細的方法說明佛法。論藏中包含了四種有關於生命終極的究竟法，即心法、心所法、色法和涅槃法。這四種究竟法，意在對眾生進行了分析和解說，心法、心所法、色法是因緣條件和合，但涅槃法不是因緣和合而成。究竟法之外有心法和心所法想像、定義出來的概念法，如果沒有心法和心所法去想像、定義概念法就不會有那些概念法。概念法無自性相、概念法無有為相(剎那生滅)、概念法無三共相(無常、苦、無我)，因此概念法不是修四念處的所緣。
將巴利三藏精要呈現的重要論書有《清淨道論》。《攝阿毘達磨義論》為上座部阿毘達磨的入門著作和綱要。
另外，收錄於「小部」的《無礙解道》（Paṭisambhidāmagga）是論述止觀為主的論書，體裁近於阿毗達摩，傳說為舍利弗所作。

## 北傳佛教

### 說一切有部
北傳佛教說一切有部的論藏基本組成包含六分阿毘達磨：
- 《法蘊論》（Dharmaskandha），
- 《集異門論》（Saṃgīti-paryāya），
- 《施設論》（Prajñapti），
- 《識身論》（Vijñānakāya），
- 《品類論》（Prakaraṇa），
- 《界身論》（Dhātukāya）；

和身義阿毘達磨：
- 《發智論》（Jñāna-prasthāna），
- 《大毘婆沙論》（Mahāvibhāṣā）。

按說一切有部《十誦律》及《出曜經》記載，佛陀於舍衛城的祗園精舍（或說是毘舍離獼猴池側的重閣講堂）最初說阿毘曇：「諸無五畏恚恨之心者，便不墮惡趣，亦復不生入地獄中」，即指《法蘊論》第一品。
說一切有部阿毘達磨論藏加以精簡呈現的重要綱要型論書有：《甘露味論》、《心論》、《雜心論》。另有秉承譬喻師大德法救宗旨的《尊婆須蜜菩薩所集論》，以及說一切有部阿毘達磨的入門著作《入阿毘達磨論》。
《俱舍論》是總結說一切有部阿毘達磨毘婆沙師的論義，再以經量部的觀點對毘婆沙論師有所評破，在印度被譽為「聰明論」而廣受重視。對《俱舍論》進行反論，以護衛說一切有部教理的有《順正理論》和《阿毘達磨燈論》。《成實論》也是有影響的一部綱要型論書，網羅了部派佛教重要教理，亦含有大乘之見解；又多立於經量部之立場，來評破說一切有部之解釋。

### 犢子部
按《三論玄義》對真諦《部執論記》的引文，犢子部弘傳舍利弗釋佛九分毘曇的法相毘曇。據真諦三藏所說，此九分毘曇一分有六千偈，合計五萬四千偈，包含：
- 分別說戒，
- 分別說世間，
- 分別說因緣，
- 分別說界，
- 分別說同隨、得 [成就、得]（samanvāgama-prāpti），
- 分別說名、句、味 [分別說名、句、文]（nāma-pada-vyañjana），
- 分別說集定，
- 分別說集業，
- 分別說諸陰 [分別說諸蘊]。

《三彌底部論》是現存僅有的正面記述十八部時期犢子系宗義的論書，《三法度論》是以犢子部宗義解釋阿含之論書。真諦所譯的《立世阿毘曇論》為闡述犢子系正量部「世間施設」的論書。

### 分別說部
按法藏部《四分律》，阿毘曇藏分為：
- 有難 [有問分別]（Sapraśnaka），
- 無難 [無問分別]（Apraśnaka），
- 繫 [相攝]（Saṃgraha），
- 相應（Saṃprayoga），
- 作處 [處所]（Prasthāna）。

此結構與漢譯《舍利弗阿毘曇論》作：「問分」、「非問分」、「攝、相應分」、「緒分」──四分相吻合，《舍利弗阿毘曇論》可能即是法藏部的論藏。其梵語殘片為斯柯延藏品 MS 2375/08。
屬於分別說部的論書，尚有《解脫道論》。該書為根據無畏山寺派(Abhayagirivihara)的觀點，將赤銅鍱部教義集成的綱要性著作，與南傳上座部的《清淨道論》體裁相近，但見解有些不同。

### 大眾部
大眾部律藏《摩訶僧祇律》記載「阿毘曇者九部經、九部修多羅」，九部經即九部法、九分教。
《分別功德論》為增一阿含經的註釋書，可能屬於大眾部系。

### 其他
按《分別功德論》及《撰集三藏及雜藏傳》，大迦旃延於佛世造論解阿含經，稱為𮔢勒 [毗勒、鞞勒]（篋藏）。鞞勒的內容不像一般阿毘曇在講述法相分別，而是廣比諸事，羅列隨相門、對治門等種種諸門，與緬甸版巴利三藏中傳為大迦旃延所造的《藏釋》（Peṭakopadesa）、《導論》（Nettippakaraṇa）為同一系統的論書。
婆藪跋摩所造的《四諦論》引用「藏論」（毗勒），又自稱是見「大聖栴延論」（略論）和「大德佛陀蜜」（廣論）而造此中量論。
Oskar von Hinüber認為《藏釋》、《導論》出自南傳上座部外的傳統，因為其韻律風格似來自北印度。所引用的文獻有些不見於南傳上座部，而能追溯至說一切有部。
《三論玄義》引真諦《部執論記》記載大眾部系說假部特別尊奉大迦旃延，信從其說 。

### 大乘佛教
按《開元釋教錄》，大乘阿毘達磨有二類：
一、解釋契經的「釋經論」，近似逐句註解的「四阿含優婆提舍」、「善見律毘婆沙」，如：
- 《大智度論》
- 《十地經論》
- 《金剛般若波羅蜜經論》
- 《妙法蓮華經優波提舍》

二、詮法體相的「集義論」（或稱「宗經論」），類同通釋三藏的「發智」、「成實」，如：
- 《中論》（Mūla-madhyamaka-kārikā）
- 《百論》（Śataka）
- 《瑜伽師地論》（Yogācārabhūmi）
- 《大乘阿毘達磨集論》（Abhidharma-samuccaya）
- 《攝大乘論》（Mahāyāna-saṃgraha）
- 《唯識三十論》（Triṃśikā-vijñaptimātratā）
- 《究竟一乘寶性論》（Ratnagotra-vibhāga-Mahayanottara-tantra）
- 《大乘起信論》（回譯：Mahāyāna śraddhotpāda）

《中論》為大乘論師龍樹最重要的著作，抉擇中觀深義，主張「一切法皆空」。《十二門論》為《中論》的綱要書。《七十空性論》、《六十正理論》、《迴諍論》等為龍樹評破外道、部派論師的著作。龍樹闡述菩薩大行的論書則有《十住毗婆沙論》、《菩提資糧論頌》、《寶行王正論》等。其大弟子提婆著有《百論》（廣本為：《四百論》）為繼承龍樹空觀之立場，駁斥其他宗派學說之論書。
《瑜伽師地論》瑜伽行唯識學派相傳為彌勒菩薩授予大乘論師無著，由其闡釋傳出之論書，又名「十七地論」，廣為分別抉擇菩薩大行。《大乘莊嚴經論》解說菩薩發心、修行以及應修習之各種法門，和瑜伽師地論的菩薩地有對應關係。《顯揚聖教論》及《大乘阿毘達磨集論》，為《瑜伽師地論》的綱要書。三者皆為無著所造（長行釋文或為世親、師子覺作）。無著又造《攝大乘論》作為大乘法門宗要的通論及《阿毘達磨大乘經·攝大乘品》的略釋。
《辯中邊論》是無著之弟世親論師為闡明大乘中道的《辯中邊論頌》所造之長行釋文。《唯識三十論》為世親最後的作品，總結整理了前期各種經論中的唯識思想，代表著世親在唯識學的最高成就。十大論師為此論作釋，確立各自學說。玄奘編譯《成唯識論》以護法論師解釋為主，糅合十大論師的注釋，是大乘唯識學派中集大成的論書。
《唯識二十論》以及《大乘成業論》為世親基於唯識學之立場，評破其他宗派學說之論著。《觀所緣緣論》是陳那就所緣(ālambana) 這一論題，以因明破外境實有。《釋量論》是依印度因明學立量的經典作品，為法稱針對陳那《集量論》而作之論釋。中觀派論師清辨著有《大乘掌珍論》，以因明論法駁斥他宗學說，確立大乘空宗之實義（掌珍比量）。
世親《大乘百法明門論》、安慧《大乘廣五蘊論》為唯識學的入門書。
《究竟一乘寶性論》為宣揚眾生本有佛性，以七「金剛句」攝一切佛法，確立如來藏學說的重要論書。《大乘起信論》相傳是馬鳴論師依《楞伽經》所造（亦有觀點認為本論是五世紀的印度大乘論師所造，又或者是中國的地論師、攝論師造出），歸結大乘佛教之中心要義令起信心修行，對中國傳統佛學有深刻影響。
屬印度大乘佛教中、後期，在藏傳佛教相當盛行的大乘論書，有：《現觀莊嚴論》、《辨法法性論》、寂護《中觀莊嚴論》、月稱《入中論》、寂天《入菩薩行論》、阿底峽《菩提道燈論》等等。